# Comité olympique arubais
Le Comité olympique arubais (en papiamento, Comité Olímpico Arubano) est créé en 1985 au moment de la séparation d'Aruba des Antilles néerlandaises. Aruba était précédemment représentée par le Comité olympique des Antilles néerlandaises. Le Comité olympique arubais est reconnu par le Comité international olympique l'année suivante, en 1986.